# 皮利希夫
49°35′39″N 24°56′40″E / 49.59417°N 24.94444°E
皮利希夫（烏克蘭語：Пліхів）是位於烏克蘭西南部的村莊，由泰爾諾皮爾州泰爾諾皮爾區的貝雷扎尼市鎮負責管轄。該村處於佐洛塔利帕河畔，分別距離克拉斯諾普夏0.5公里和烏爾曼1.5公里，面積0.32平方公里，海拔高度288米，2001年人口125。